# Theodor Paeffgen
Theodor Wilhelm Paeffgen (* 12. Juni 1910 in Köln; † 16. April 1969 in Aachen) war im nationalsozialistischen Deutschen Reich SS-Obersturmbannführer und Regierungsrat beim Sicherheitsdienst des Reichsführers SS, u. a. stellvertretender Gestapochef in Tilsit sowie Leiter des Referates I B 2 und der Amtsgruppe VI D des Reichssicherheitshauptamtes (RSHA).

## Leben

### Herkunft und Studium
Theodor Paeffgen wurde am 12. Juni 1910 in einer gutbürgerlichen und katholischen Familie in Köln geboren.
Nach dem Abitur 1928 studierte Paeffgen Rechtswissenschaften in Genf, Bordeaux, Edinburgh und Bonn. Nach dem 1. Staatsexamen im Februar 1933, leistete er sein Referendariat in Köln ab und promovierte 1934 zum Dr. jur. Nach bestandenem Assessorexamen scheiterte sein Versuch, im diplomatischen Dienst unterzukommen.

### Im Sicherheitsdienst der SS
Noch im Juni 1933 trat Paeffgen dem Stahlhelm bei. Nach dessen Überleitung in die SA und seinem Eintritt im Mai 1938 in den Sicherheitsdienst der SS (SD), wurde Paeffgen schließlich auch Mitglied der SS (SS-Nummer 324.971). Zum 1. Mai 1937 trat er der NSDAP bei (Mitgliedsnummer 3.965.964).
Zunächst nur mit Hilfstätigkeiten im SD-Hauptamt beschäftigt, wurde er zur Gestapo überstellt, wo er 1939/40 das Referat I B 2 (Organisation des SD) übernahm.
Mit Abschluss des Frankreichfeldzuges wurde Paeffgen im Juni 1940 zum SD-Führer eines Einsatzkommandos der Sicherheitspolizei und des SD in Metz (Lothringen) bestimmt.

### Nachrichtenverbindungsoffizier im RSHA
Nach Beginn des Krieges gegen die UdSSR fungierte Paeffgen als SS-Sturmbannführer vom Juli bis 31. Oktober 1941 als Nachrichtenverbindungsoffizier zu den Einsatzgruppen der Sicherheitspolizei und des SD in der UdSSR in der Amtsgruppe II D des Reichssicherheitshauptamtes. In dieser Funktion als „Einsatznachrichtenführer“, der für die Aufstellung des Verzeichnisses der „Standorte und Nachrichtenverbindungen“ der Einsatzgruppen und ihrer Gliederungen verantwortlich war, erhielt Paeffgen mit der Nummer 18 datierend vom 10. Juli 1941 erstmals die Ausfertigung der „Ereignismeldungen der Einsatzgruppen der Sicherheitspolizei und des SD in der UdSSR“. Er hatte somit seit dem 10. Juli 1941 Kenntnis aus erster Hand über die deutsche Vernichtungspolitik im Osten.
In Ronald Headlands 1992 erstmals veröffentlichtem Buch mit dem Titel Messages of Murder, A Study of the Reports of the Einsatzgruppen of the Security Police and the Security Service, 1941–1943 heißt es auf Seite 50 zu Paeffgen:

“To conclude this discussion of the general features of the reports, a final observation about the distribution lists is of interest. In Operational Situation Report 18 [datierend 10. Juli 1941], the distribution list contained for the first time the name of Theodor Paeffgen, the man responsible for keeping track of the movement of the Kommandos. When we compare the copy number for a particular report with the corresponding numerical listing of that copy in the distribution list of the report, it appears that many of the copies discovered after the war were those sent to Paeffgen himself. Thus it is to Paeffgen that we probably owe our knowledge of the reports. He, or his subordinates, obviously neglected to destroy the copies that were sent to him.”

### Bei der Gestapo in Tilsit
Ab dem 1. November 1941 wurde Paeffgen als stellvertretender Chef der Gestapo in Tilsit eingesetzt und später bis August 1942 in der Dienststelle des Kommandeurs der Sicherheitspolizei in Białystok.

### Im RSHA
Im September 1942 übernahm Paeffgen die Leitung der Amtsgruppe VI D (Westen, Englisch-amerikanisches Einflussgebiet mit neun Referaten) des RSHA. Mit Wirkung zum 20. April 1944 beförderte Heinrich Himmler Theodor Paeffgen zum SS-Obersturmbannführer.
Das Amt VI (SD-Ausland) des RSHA wurde gegen Kriegsende von Berlin zunächst nach Fürstenwalde und dann nach Tegernsee evakuiert. Zusammen mit Eugen Steimle (Leiter der Amtsgruppe IV B) und Martin Sandberger (Leiter der Amtsgruppe IV A) verließ Paeffgen Tegernsee am 26. April 1945, um sich zu seiner Familie durchzuschlagen.

### Nach dem Krieg
Nach alliierter Internierung von 1945 bis 1948 fand Paeffgen eine Arbeit als kaufmännischer Angestellter in Aachen. Ein Ermittlungsverfahren der Staatsanwaltschaft Bielefeld wegen Mordes endete ohne Einleitung eines Strafverfahrens, da Paeffgen im April 1969 in Aachen verstarb.